# Rætoromanske sprog
Rætoromanske sprog eller raetia udgør en traditionel underfamilie af romanske sprog, der tales i det nordøstlige Italien og i Schweiz. Navnet rætoromansk refererer til den tidligere romerske provins Raetia.
Der eksisterer i alt tre sprog i underfamilien. De tre sprog er rætoromansk, friulisk og ladin. Rætoromansk tales i dele af Schweiz mens ladin og friulisk tales i dele af det nordøstlige Italien. Indtil omkring år 1900 eksisterede også et fjerde sprog tergestisk, som blev talt i Trieste og i Istrien.